# Bulgares
 (juin 2025).
Si vous disposez d'ouvrages ou d'articles de référence ou si vous connaissez des sites web de qualité traitant du thème abordé ici, merci de compléter l'article en donnant les références utiles à sa vérifiabilité et en les liant à la section « Notes et références ».
Cet article concerne le peuple bulgare actuel. Pour le peuple historique d'Asie centrale, voir Proto-Bulgares. Pour les autres significations, voir Bulgare (homonymie).
- Kroum
- Jean de Rila
- Ivan Aleksandre Asen
- Vasil Levski
- Khristo Botev

- Stefan Stambolov
- Christo
- Elena Yoncheva
- Lucy Diakovska
- Matey Kaziyski

Le terme Bulgare (en bulgare : българи, prononcé [ˈbəlɡari]) peut définir :
- selon la constitution bulgare, le droit international et le droit du sol, un citoyen de la Bulgarie quelle que soit ses origines, sa langue et sa culture ;
- selon la définition ethnique, la langue et le droit du sang, un peuple slave méridional qui partage une même origine, histoire et culture. Il vit principalement en Bulgarie, mais aussi en Ukraine dans la région du Boudjak, en Moldavie (Gagaouzie) et en Thrace orientale. Il existe une diaspora dans les pays d'Europe de l'ouest (Allemagne, Espagne, France, Royaume-Uni, etc) et d'Amérique (États-Unis, Canada, Brésil, Argentine, etc).

## Étymologie
Les Bulgares tirent leur ethnonyme des Proto-Bulgares. Leur nom n'est pas complètement compris et difficile à retracer avant le IVe siècle apr. J.-C.. Il est peut-être dérivé du mot proto-turc *bulģha (« mélanger », « secouer », « remuer ») ou de son dérivé *bulgak (« révolte », « désordre »). Les étymologies alternatives incluent la dérivation d'un composé du proto-turc (oghoures) *bel ("cinq") et *gur ("flèche" dans le sens de "tribu"), une division proposée au sein des Outigoures ou Onoghours ("dix tribus" ).

## Origines
(juin 2025).
Au sein du Premier Empire bulgare, l'ethnogenèse des Bulgares actuels s'effectue par osmose entre :
- la masse des Slaves méridionaux (les Sklavènes) installés dans le pays depuis le VIe siècle et passés au VIIIe siècle du pervoslavisme au christianisme de rite byzantin, qui donnent au pays sa langue ;
- l'aristocratie des cavaliers proto-bulgares, qui donnent au pays son nom, et qui passe du tengrisme au christianisme byzantin en l'an 865 ;
- les minorités :
  - les Thraces, ayant pour partie conservé leur langue issue de la branche daco-thrace des langues paléo-balkaniques, en partie romanisés avec des parlers est-romans, et en partie hellénisés) ;
  - les Grecs sur les côtes.

### Thraces
Hellénisés (au sud de la ligne Jireček) ou non, romanisés (au nord de la ligne Jireček) ou non, les Thraces sont les habitants antiques de la Bulgarie et d'autres territoires d'Europe du Sud-Est et d'Anatolie (Bithynie, Phrygie). Comme ils ont été en grande partie assimilés par les Slaves arrivés dans les Balkans à partir du VIe siècle, les Bulgares actuels les comptent parmi leurs ancêtres.

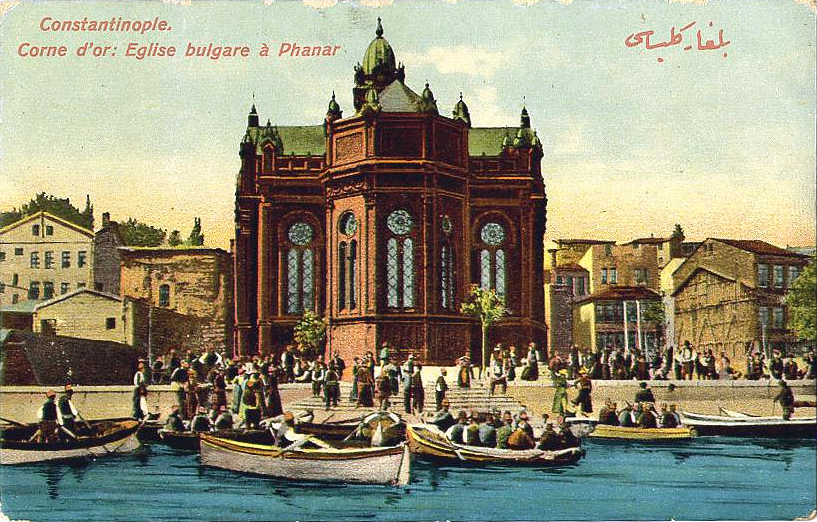
Cathédrale bulgare d'Istanbul (début du XXe siècle).

La Thrace orientale a fait partie pendant plus de six siècles de l'Empire ottoman, et aujourd'hui de la Turquie. On y trouve la grande ville d'Istanbul, l'ancienne Constantinople, en bulgare Tsarigrad (« ville du César »). Une cathédrale bulgare s'y élève sur la rive sud de la Corne d'or. Mais évoquer les nombreux Bulgares de Turquie devenus musulmans est un tabou : la langue bulgare semble beaucoup parlée en Thrace orientale et à Istanbul. Il n'y a pas de statistiques pour dénombrer les Bulgares de Turquie, car le nationalisme ambiant et l'intolérance religieuse dissuadent les citoyens turcs d'ascendance chrétienne de mentionner leurs origines, et par ailleurs les Bulgares musulmans, appelés Pomaques, ne sont pas toujours considérés comme de « vrais Bulgares » en Bulgarie. Les Bulgares de Turquie affirment être au moins trois millions, mais les autorités turques ne reconnaissent pas ces chiffres. Traditionnellement, les Bulgares de Turquie vivent en Thrace orientale, à Istanbul et dans le Nord-Ouest de l'Anatolie, dans la région de Bursa.

### Slaves
L'élément slave est majoritaire dans le peuple bulgare actuel. Il lui a apporté sa langue et cet apport est prépondérant. C'est pour les Slaves que les saints Cyrille et Méthode ont développé l'alphabet cyrillique. Avant d'être unifiés par les Proto-Bulgares, les Slaves vivaient en petits duchés, les Sklavinies, qui avaient progressivement échappé à l'autorité byzantine. C'est ce que raconte le chroniqueur Procope, qui les appelle « Sklavènes ». L'évolution de leur langue (initialement écrite au moyen de l'alphabet glagolitique) a produit trois langues actuelles, fortement apparentées : le slavon (devenu liturgique), le bulgare et le macédonien.

### Proto-Bulgares
Les Proto-Bulgares étaient un peuple turcophone originaire des steppes d'Eurasie, qui s'est mélangé partiellement avec des populations iranophones, qui les précédèrent (Sarmates, Roxolans, Alains…). Ces populations de cavaliers des steppes du nord de la mer Noire formèrent l'État bulgare. Ils ont progressivement adopté majoritairement une langue slave.

### Génétique
Il est intéressant de remarquer que, malgré les cinq siècles de domination ottomane, la population de la Bulgarie n’a pas été enrichie par le type génétique turc comme l'affirme catégoriquement le professeur Draga Tontcheva, responsable de la chaire de génétique médicale à l’Université de médecine. Cela n'est pas le cas des Turcs de Bulgarie.